# Louis Vicat
Louis-Joseph Vicat (Nevers, 31 de março de 1786 — Grenoble, 10 de abril de 1861) foi um engenheiro francês.
Inventor do cimento artificial.
Graduado pela École Polytechnique, em 1804, e pela École Nationale des Ponts et Chaussées, em 1806.
Inventou o cimento artificial (ouro branco) em 1817. O material foi popular em sua época, sendo suplantado pelo Cimento Portland. Também inventou a agulha Vicat, ainda em uso para a determinação do ajuste de tempo para concretos e cimentos. Seu filho Joseph fundou a Vicat Cement, empresa internacional de produção de cimento atuante em quatro continentes.
Foi membro da Académie des Sciences de Paris. É um dos 72 nomes na Torre Eiffel.